# Glömsta (kommundel)
Glömsta är en kommundel i Huddinge kommun, Stockholms län. Tillsammans med kommundelen Loviseberg har Glömsta en yta av 9,7 kvadratkilometer. Den 31 december 2019 bodde i Glömsta och Loviseberg 6 420 invånare. Glömsta bildades 2018 som ny kommundel och blev då en av Huddinges 16 kommundelar. Området hörde tidigare till kommundelen Flemingsberg. Området är till stor del ett gammalt fritidshusområde som sakta har förtätas genom nya detaljplaner. Idag kännetecknas Glömsta av nybyggda enfamiljshus.

## Geografi
Glömsta ligger i kommunens norra del och omges av kommundelarna Vårby, Kungens kurva och Segeltorp i norr, av Snättringe och Fullersta i öster, av Vårby och Loviseberg i väster samt av Flemingsberg i söder. I samband med kommundelsreformen 2018 flyttades Vistaberg till Glömsta. Kommundelens södra och västra delar är bebyggda och utgör ett relativt nytt villaområde (tidigare fritidshusområde). Den norra delen består av naturmark där en del av sjön Gömmaren och Gömmarens naturreservat ingår. Diagonalt genom området sträcker sig Gamla Stockholmsvägen som hade sin föregångare i Göta landsväg. Gamla Stockholmsvägen ansluter i söder till Glömstavägen vilken utgör Glömstas södra gräns.

## Namn, historia och bebyggelse

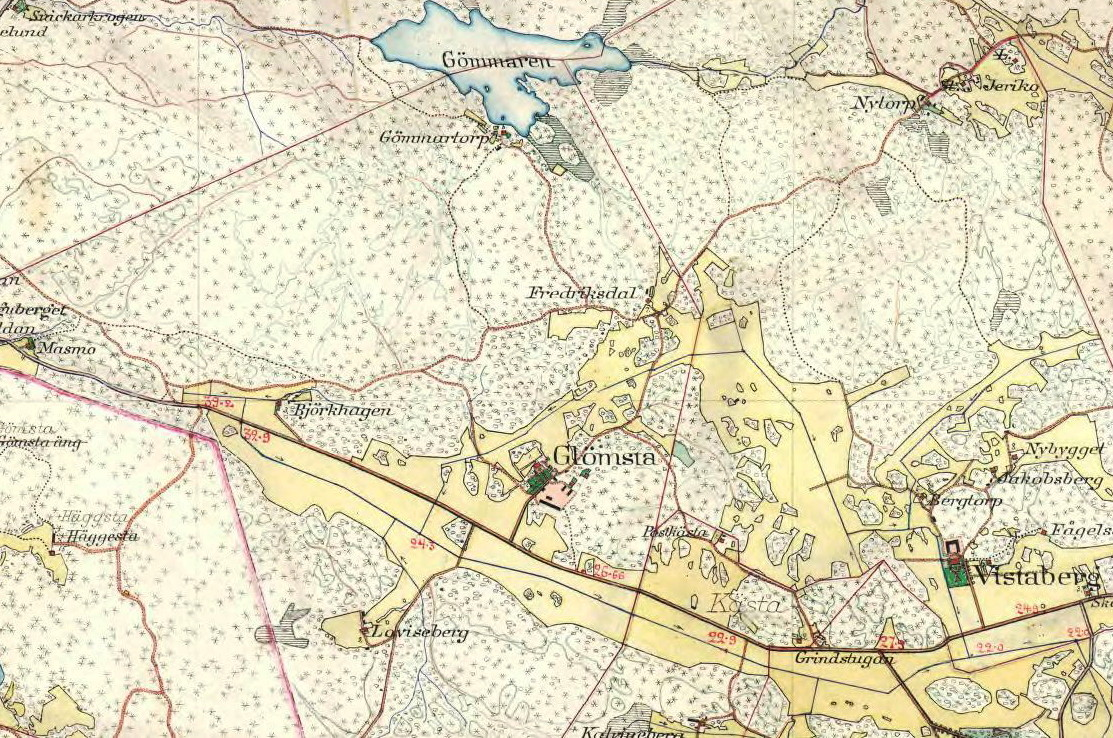
Glömsta och Vistaberg på Häradsekonomiska kartan från 1901.

Glömsta hör till Huddinges äldre bosättningar med gravfält från yngre järnåldern och talrika fornlämningar. Glömstahällen på södra sidan om nuvarande Glömstavägen vittnar om att här gick en vikingatida bro över ett numera försvunnet vattendrag eller sankt område. Hällens ristning "Sverker lät göra bron efter Ärengunn, sin goda moder" anses vara utförd på uppdrag av Glömstas ägare. 
Glömsta gård gav området sitt namn och omnämns i skrift första gången 1437 som in Glumastum vilket anknyter till det fornnordiska mansnamnet Glume eller Glome. På 1600-talets slut eller 1700-talets början blev Glömsta säteri. I mitten på 1800-talet ägdes Glömsta gård av storjordbrukaren Pehr Pettersson (kallad Patron Pehr) och sambrukades då med Fullersta gård, Flemingsbergs gård och Vistabergs gård. Petterssons son, ryttmästaren Hjalmar Carlsson, började med tomtexploateringen. På 1930- och 1940-talen genomfördes en omfattande styckning och utbyggnad av området. I norr, mot Gömmaren, blev det huvudsakligen sommarstugor, medan småhus för permanentboende kom till längre söderut.
På 1950-talet dämpades nybyggnadstakten, eftersom vatten- och avloppsfrågan inte var löst. Sedan kommunen på 1990-talet lät anlägga nödvändig infrastruktur i form av vägar och kommunalt vatten och avlopp har nya enfamiljshus uppförts i snabb takt. Bebyggelsen består huvudsakligen av villor byggda i slutet av 1990-talet och början av 2000-talet. Bland dem märks bostadsområdet Gretas backe som uppfördes kring det gamla torpet Fredriksdal. Områdets arkitektur belönades 2017 med Huddinges byggnadspris som då var nyinstiftat. Ytterligare en byggnad med belönad arkitektur i Glömsta är Glömstaskolan som fick priset 2018.

## Framtidsplaner
I Glömsta planerar kommunen för sammanlagt cirka 1 200 nya bostäder i olika pågående samhällsbyggnadsprojekt. Glömsta har vuxit snabbt, har en stor andel barnfamiljer och därför planeras en kommunal lekplats i området. I Glömstadalen planeras ett nytt lokalt centrum i Loviseberg som skall binda samman den nya kommundelen med Glömsta. Vistaberg skall fortsätta utvecklas, till en tät trädgårdsstad.

## Natur och rekreation
- Fullersta kvarn (på gränsen till Segeltorp)
- Fullerstaån (del av)
- Hagstaeken (vid Glömstavägen)
- Gömmarens naturreservat (del av)
- Gömmaren (del av)
- Gömmarbadet
- Gömmarrundan
- Nytorp

## Bilder

Byggnader
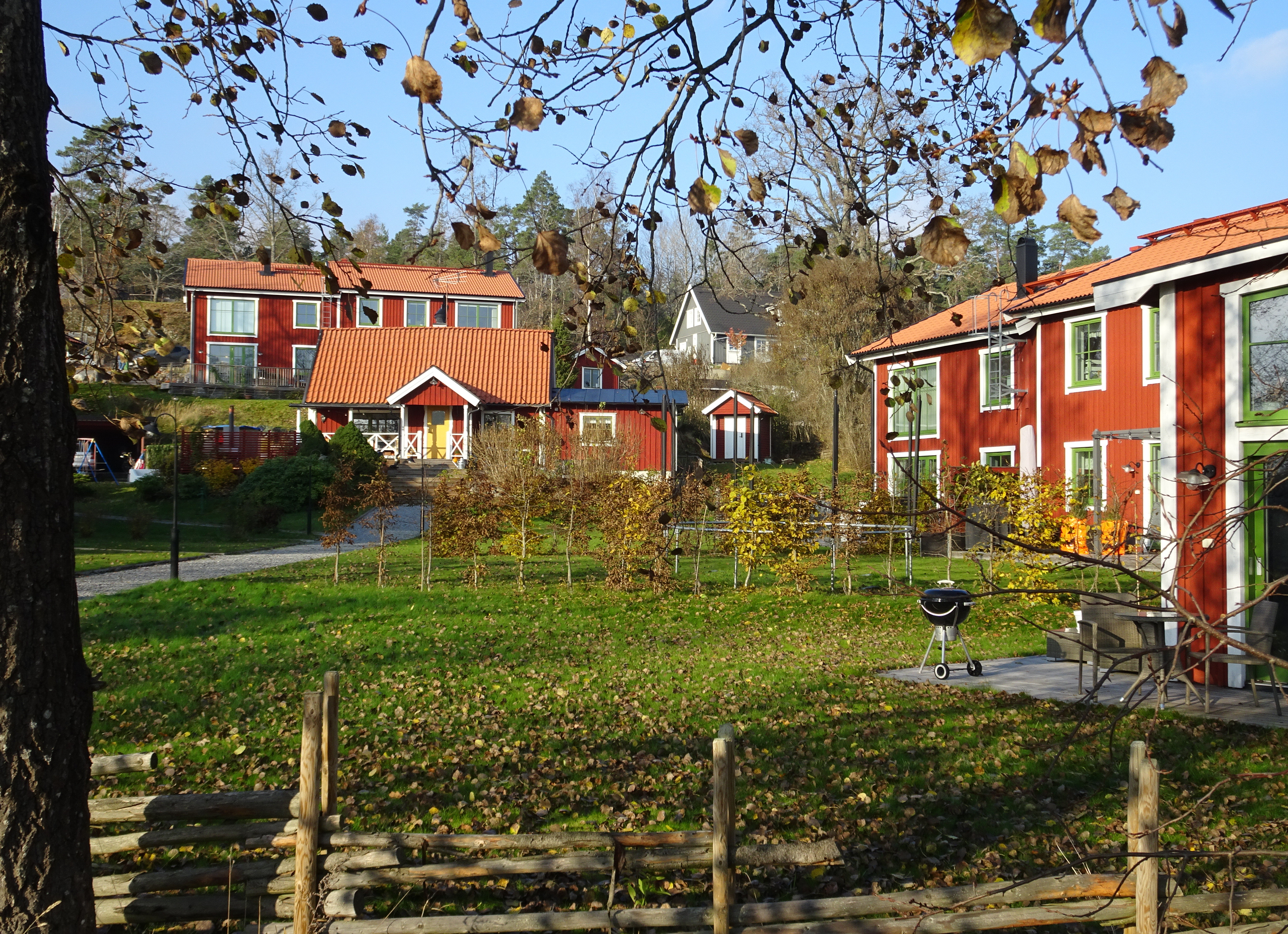
Gretas backe.
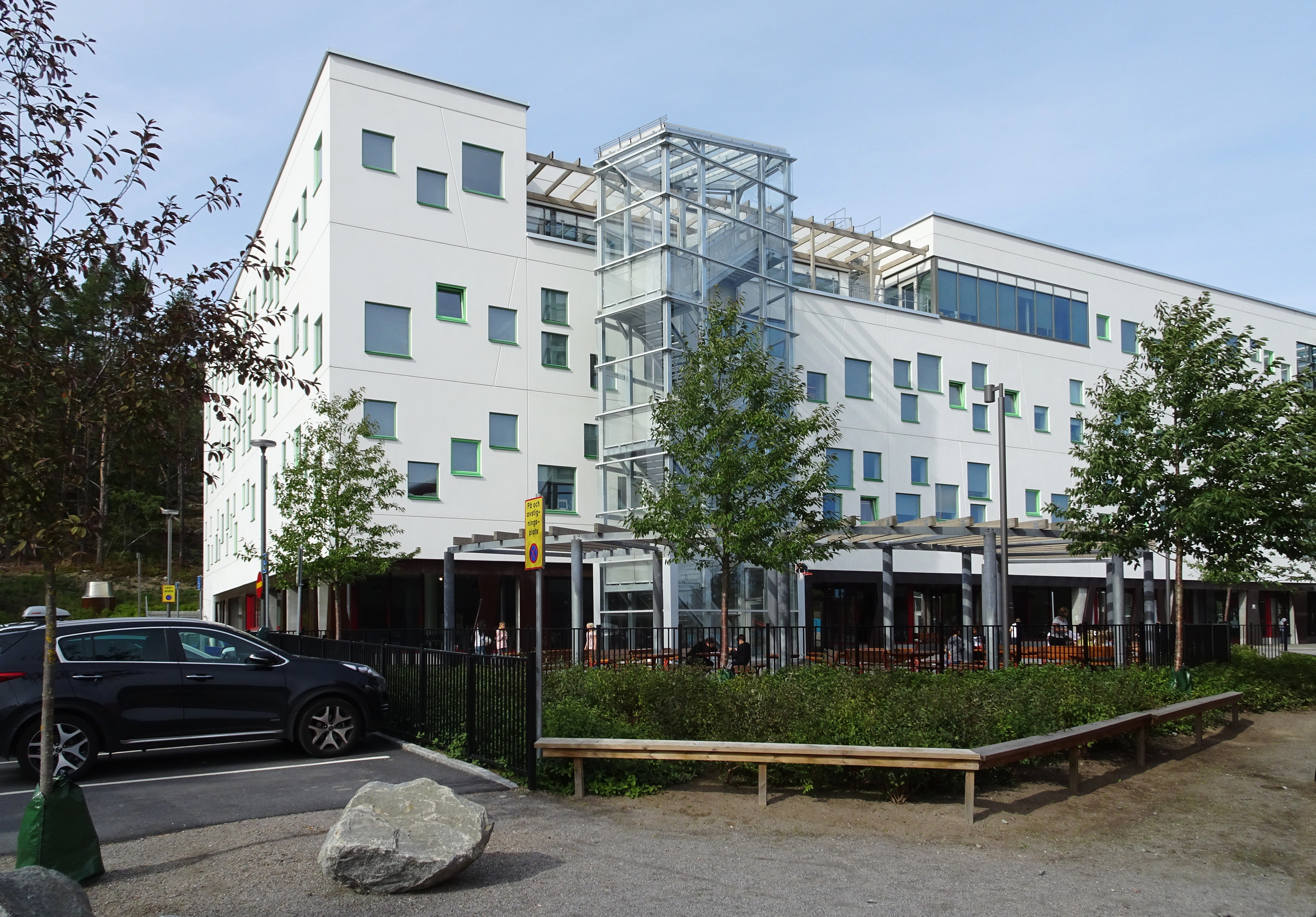
Glömstaskolan.
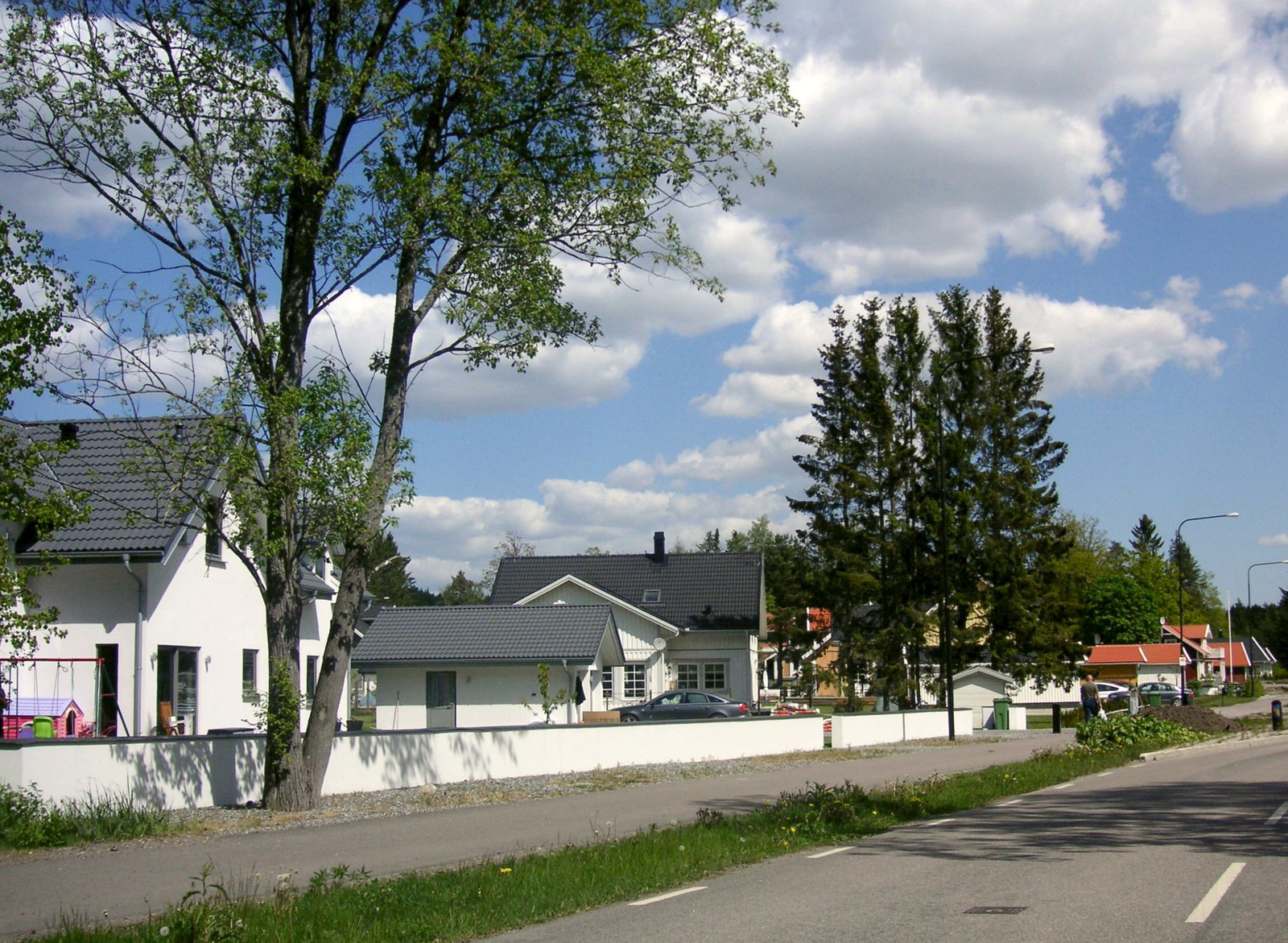
Nya villor i Glömsta.
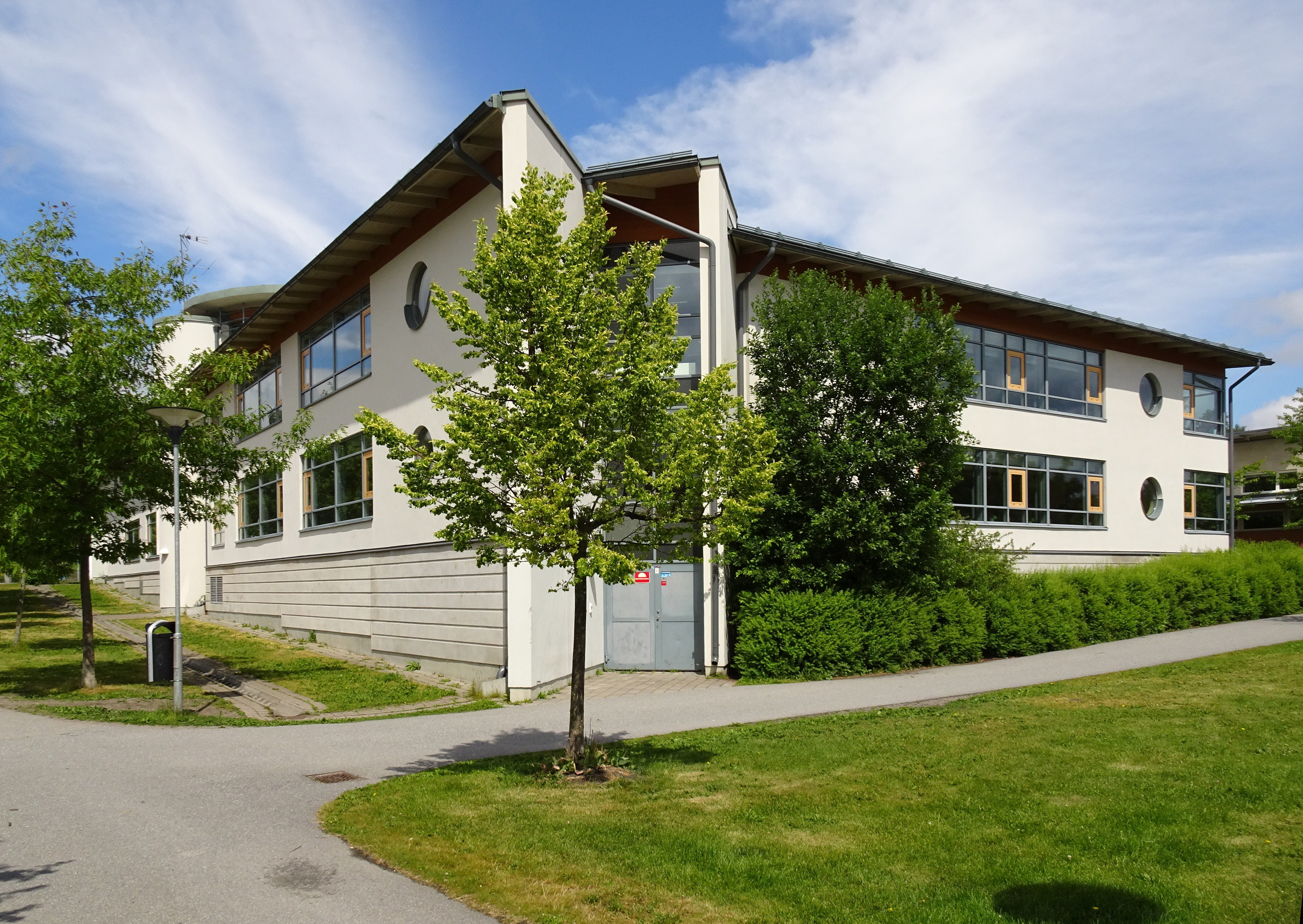
Vistaskolan.

Natur
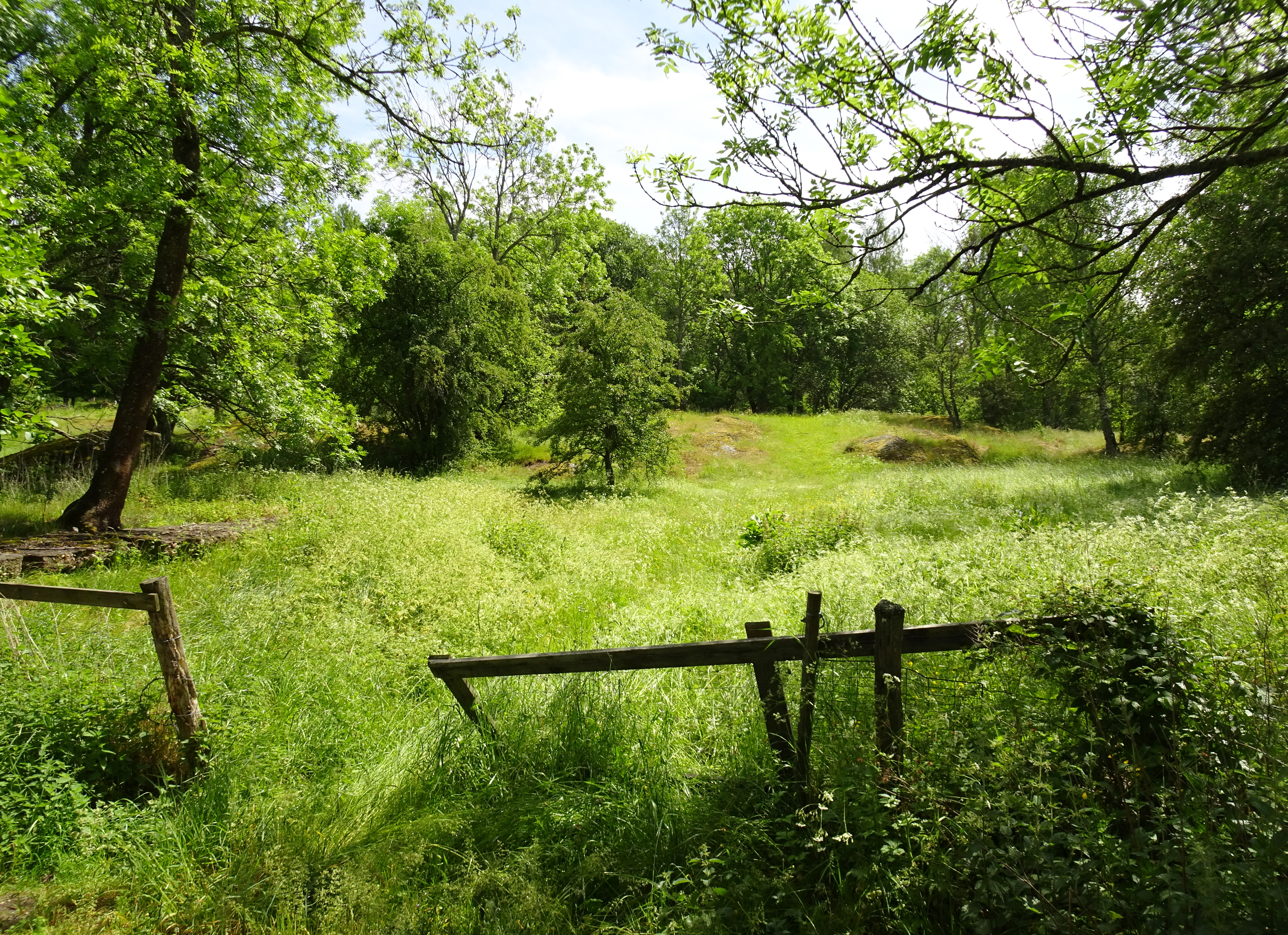
Glömsta gamla bytomt.
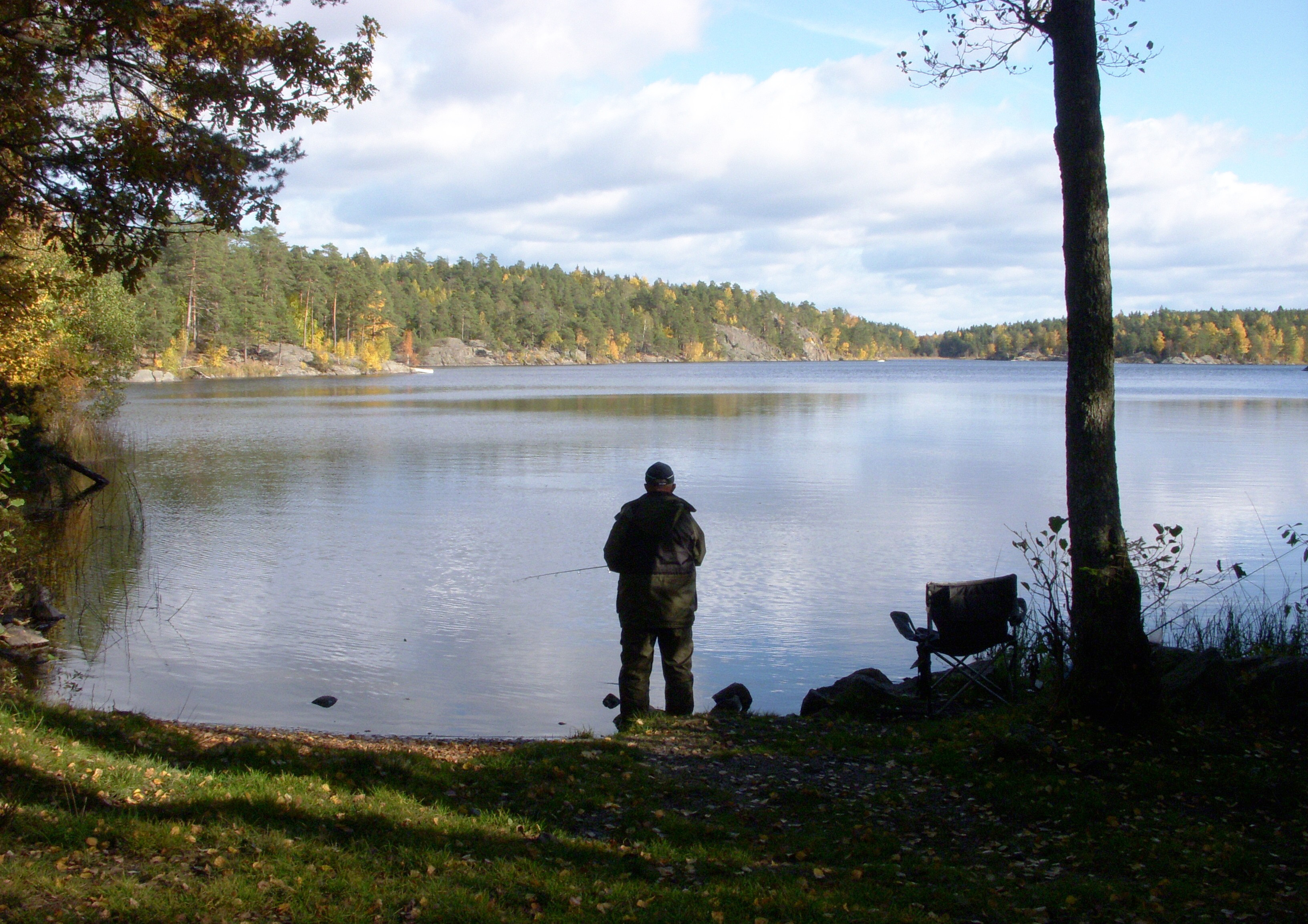
Gömmaren och Gömmarens naturreservat.
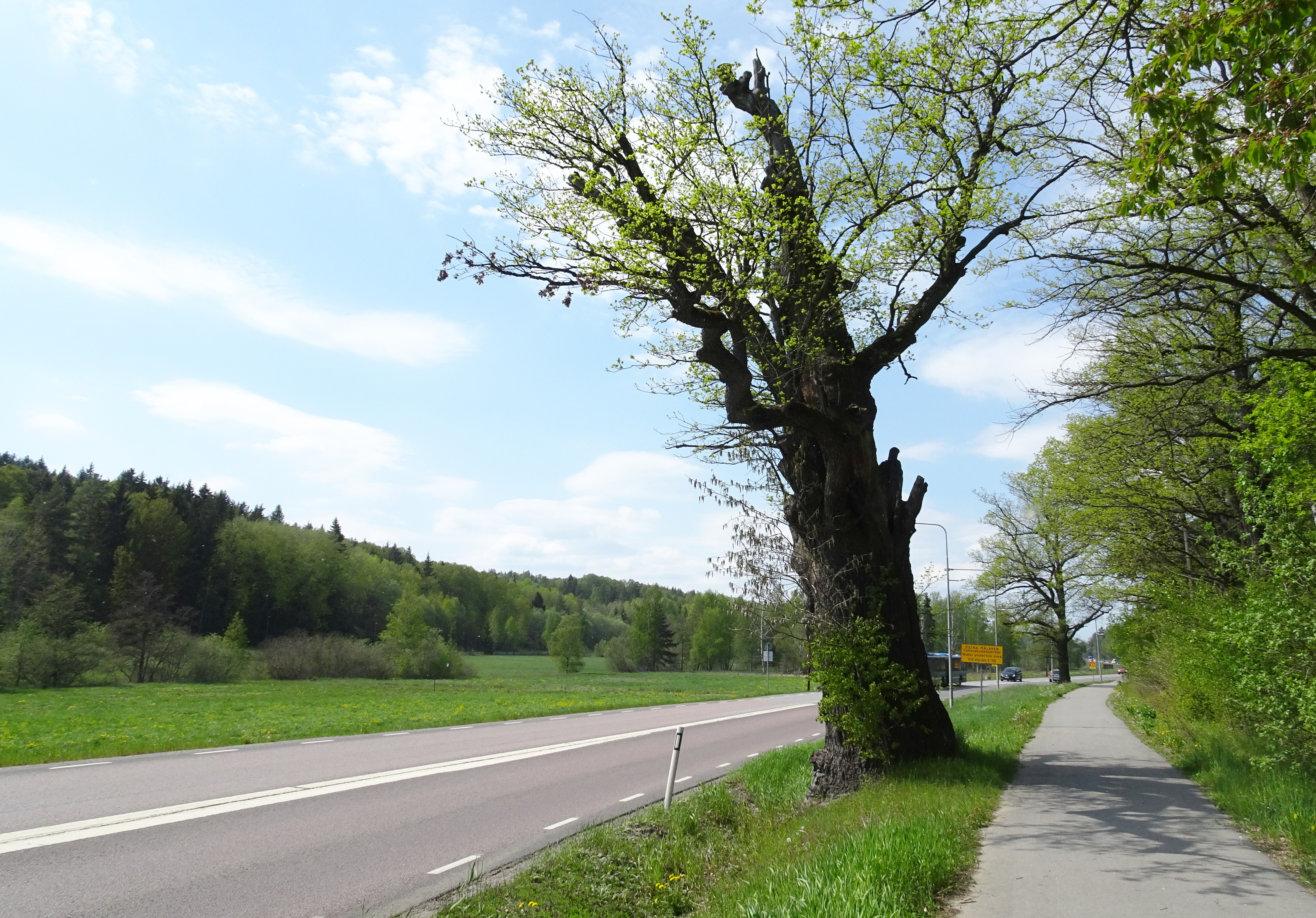
Hagstaeken.
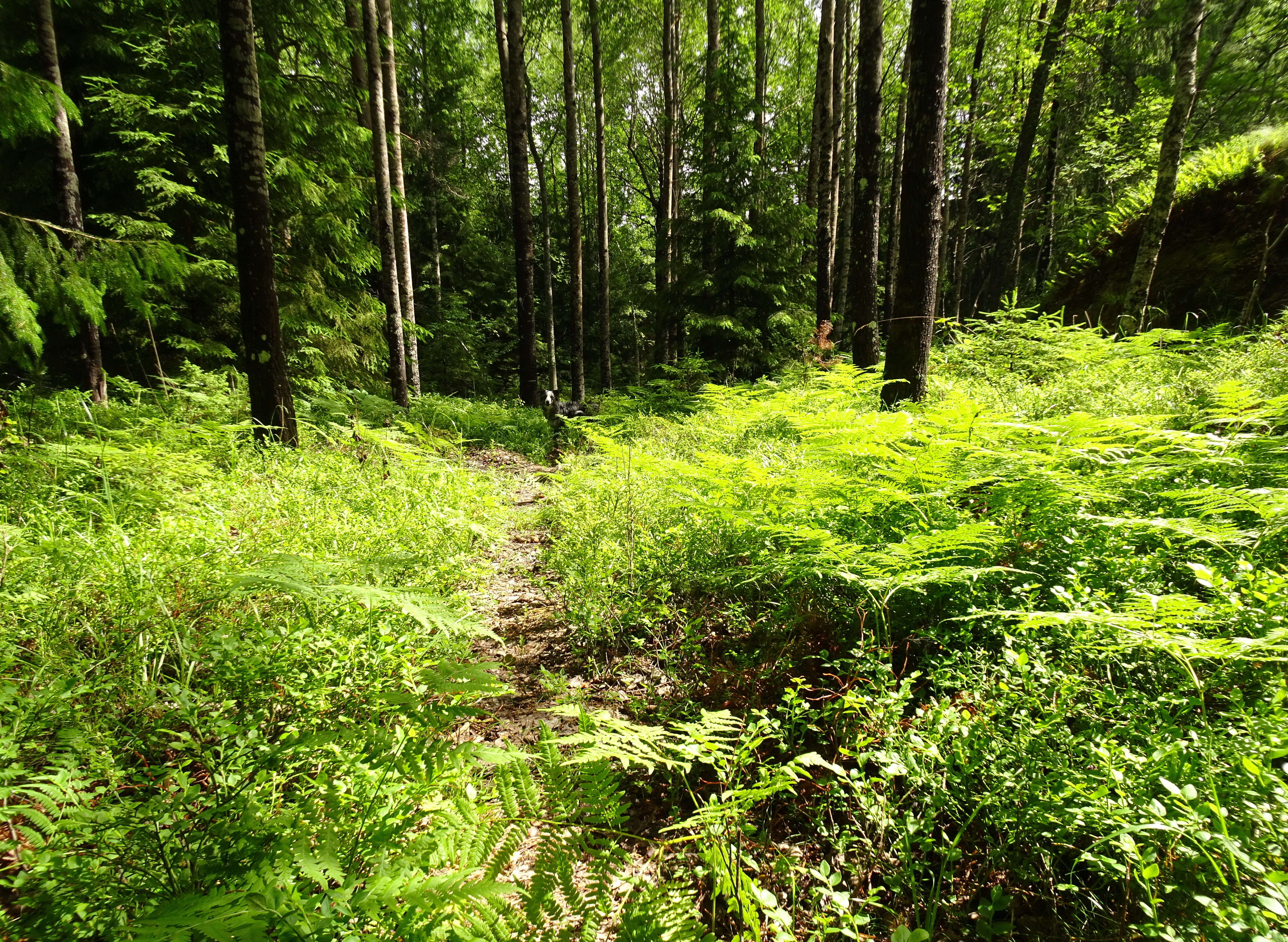
Vistabergsskogen.